# Emden (Schiff, 1983)
Die Emden (Kennung: F 210) war eine Fregatte der Bremen-Klasse der Deutschen Marine. Sie war das fünfte Schiff, das in einer deutschen Marine nach der ostfriesischen Stadt Emden benannt wurde. Namensvorgänger waren zwei Kleine Kreuzer der Kaiserlichen Marine aus den Jahren 1909 und 1916, der Leichte Kreuzer Emden der Reichs- und späteren Kriegsmarine, sowie die Fregatte Emden der Köln-Klasse. Die Emden wurde am 23. Juni 1980 bei den Thyssen Nordseewerke in Emden auf Kiel gelegt, der Stapellauf fand am 17. Dezember 1980 statt. Am 7. Oktober 1983 wurde sie in Dienst gestellt. Die Außerdienststellung erfolgte am 29. November 2013. Am 1. August 2018 gab die Deutsche Marine bekannt, dass die zweite Korvette aus dem zweiten Baulos der Braunschweig-Klasse den Traditionsnamen Emden erhalten soll.

## Einsätze
Die Fregatte Emden war Flaggschiff des DESEX 1/94 im Südatlantik (siehe Henning Bess) und nahm an mehreren Auslandseinsätzen teil, darunter im Juni 1996 in der Operation Sharp Guard, in der Operation Enduring Freedom (2002, 2006, 2008) und vom 18. Oktober bis zum 6. November 2006 in der Standing NATO Maritime Group 1 an der Operation Active Endeavour.
Vom 12. Februar bis zum 8. Juli 2008 war die Fregatte Bestandteil der Operation Enduring Freedom am Horn von Afrika. Am 21. April 2008 vertrieb der Bordhubschrauber vor der somalischen Küste Piraten, die den japanischen Öltanker Takayama angriffen. Der Hubschrauber war zur Unterstützung losgeschickt worden, nachdem die Emden einen Notruf des Tankers aufgefangen hatte. In der Nacht vom 23. zum 24. April 2008 gab die Emden dem Segelschiff Star Clipper Geleitschutz, als sich mehrere verdächtige Schnellboote näherten.
Im ersten Halbjahr 2009 stand, wiederum als Teil der Standing NATO Maritime Group 1, eine längere Auslandsreise auf dem Programm der Emden, die bis nach Australien führen sollte. Im Verlauf der Seefahrt stand ein Passieren der Untergangsstelle der ersten Emden an. Allerdings kam es nicht dazu, da die Emden nach Passieren des Sueskanals zur Operation Atalanta beordert wurde.
Seit Januar 2010 nahm die Fregatte zum zweiten Mal an der Operation Atalanta teil. Am 19. Mai 2010 wurde sie von der Schleswig-Holstein abgelöst.
Nach ihrer Teilnahme am Einsatz- und Ausbildungsverband 2013 kehrte die Emden nach Wilhelmshaven zurück und wurde am 15. Juni 2013 aus der Fahrbereitschaft genommen.
Am 29. November 2013 stellte Fregattenkapitän Hendrik Hülsmann die Fregatte in Wilhelmshaven außer Dienst.
Im Dezember 2021 wurde die ^Emden über Vebeg zum Abwracken angeboten. Zehn Jahre nach der Außerdienststellung wurde die Fregatte Emden Mitte 2023 zum Verschrotten in die Türkei verkauft. Am 14. Juni 2024 trat sie diese letzte Reise an.

## Kommandanten
| Nr. | Name                                      | Beginn der Amtszeit | Ende der Amtszeit   | Bemerkungen                                                                                              |
| --- | ----------------------------------------- | ------------------- | ------------------- | --- |
| 1.  | Fregattenkapitän Dietrich von der Planitz | Indienststellung    | 27. September 1984  | seit 1. Juli 1982 bereits Baubelehrung und Bordeinweisung, später Kommandeur 4. Fregattengeschwader      |
| 2.  | Fregattenkapitän Thomas Kempf             | 27. September 1984  | 1. April 1987       | später Flottillenadmiral und Leiter Abt. Konzeption, Planung, Führung (Fü MIII), Führungsstab der Marine |
| 3.  | Fregattenkapitän Walter Reichenmiller     | 1. April 1987       | 30. September 1990  | später Flottillenadmiral und Verteidigungsattaché an der Deutschen Botschaft in London                   |
| 4.  | Fregattenkapitän Eberhard Brumm           | 30. September 1990  | 27. September 1993  | |
| 5.  | Fregattenkapitän Hartmuth Wichmann        | 27. September 1993  | 16. September 1996  | |
| 6.  | Fregattenkapitän Jochen Jürgen            | 16. September 1996  | 19. Februar 1999    | |
| 7.  | Fregattenkapitän Heinrich Liebig          | 19. Februar 1999    | 22. Juni 2001       | |
| 8.  | Fregattenkapitän Jörg Löffler             | 22. Juni 2001       | 29. September 2003  | |
| 9.  | Fregattenkapitän Thomas Jensen            | 29. September 2003  | 22. September 2006  | |
| 10. | Fregattenkapitän Michael Giss             | 22. September 2006  | 18. September 2008  | später Kommandeur des Landeskommando Hamburg                                                             |
| 11. | Fregattenkapitän Ulrich Brosowsky         | 18. September 2008  | 29. Juli 2010       | |
| 12. | Fregattenkapitän Jörg-Michael Horn        | 29. Juli 2010       | 27. August 2012     | später Kommandeur 2. Fregattengeschwader                                                                 |
| 13. | Fregattenkapitän Hendrik Hülsmann         | 27. August 2012     | Außerdienststellung | |

## Trivia
Traditionsgemäß trug die Emden – wie auch ihre Namensvorgängerinnen in der deutschen Marinegeschichte – ein Eisernes Kreuz als Schmuck, in diesem Falle an der Brückenfront. Es erinnerte an die außergewöhnlichen Leistungen des Kleinen Kreuzers Emden während des Ersten Weltkriegs 1914.
Das Kreuz befindet sich heute als Leihgabe in Australien.
Am 28. Januar 1986 explodierte die amerikanische Raumfähre Challenger unmittelbar nach dem Start und brach auseinander. Während dieser Zeit befand sich die Emden vor der Ostküste Floridas und beteiligte sich zusammen mit vielen anderen Schiffen an der Suche nach den Wrackteilen. Mithilfe ihres Sonars konnte die Emden einige Trümmerteile orten und den amerikanischen Rettungskräften melden.